# Pristanišče
Pristanišče (pogovorno tudi »luka«), je objekt na obali morja, reke oz. jezera, katerega primarni namen je sprejem ladij ter premeščanje tovora in oseb na oz. iz njih.
Čeprav so pristanišča običajno na morski obali ali estuariju, jih je mogoče najti tudi daleč v notranjosti, kot so Hamburg, Manchester in Duluth; ti dostopajo do morja preko rek ali kanalov. Zaradi svoje vloge vstopnih pristanišč za priseljence in vojake v vojnem času so številna pristaniška mesta v svoji zgodovini doživela dramatične večetnične in večkulturne spremembe.
Pristanišča so izjemno pomembna za svetovno gospodarstvo; 70 % svetovne blagovne menjave po vrednosti gre skozi pristanišče. Zaradi tega so pristanišča pogosto tudi gosto naseljena naselja, ki zagotavljajo delovno silo za predelavo in pretovor blaga ter s tem povezane storitve za pristanišča. Danes je daleč največja rast razvoja pristanišč v Aziji, celini z nekaterimi največjimi in najbolj obremenjenimi pristanišči na svetu, kot so Singapur in kitajski pristanišči Šanghaj in Ningbo-Džoušan. Od leta 2020 je najbolj obremenjeno potniško pristanišče v Evropi pristanišče Helsinki na Finskem. Kljub temu obstaja nešteto manjših pristanišč, ki morda služijo le lokalnemu turizmu ali ribiški industriji.
Pristanišča imajo lahko širok okoljski vpliv na lokalno ekologijo in vodne poti, predvsem na kakovost vode, ki jo lahko povzročijo poglabljanje, razlitja in drugo onesnaženje. Na pristanišča močno vplivajo spreminjajoči se okoljski dejavniki, ki jih povzročajo podnebne spremembe, saj je večina pristaniške infrastrukture izjemno občutljiva na dvig morske gladine in obalne poplave. Na mednarodni ravni globalna pristanišča začenjajo iskati načine za izboljšanje praks upravljanja obale in vključitev praks prilagajanja podnebnim spremembam v svojo gradnjo.
Večina pristanišč je tam, kjer držijo od morja, rek ali jezer dobre poti v notranjost dežele. Kjer ni naravnih zaklonišč, so v morje postavljeni pomoli in valobrani sezidani iz velikih skal in/ali utrjeni z betonom. Pristanišča so opremljena z raznovrstno opremo, med drugim tudi s svetilniki, ki ladjam ponoči kažejo pravilno smer.
Pristanišča imajo posebno opremo, s katero si pomagajo pri natovarjanju in raztovarjanju teh plovil. Žerjavi in hladilne naprave so lahko preskrbljeni s strani zasebnega interesa oz. javnih teles. Po navadi so zraven pristanišč tudi drugi objekti pomorske industrije, kot so ladjedelnice in predelovalnice rib. Sama pristanišča so po navadi razdeljena na kontejnerske terminale, in prostor kjer pretovarjajo razsuti tovor (premog, cement), tekočine (nafta), les in še druge tovore.

## Vrste pristanišč
- pomorsko pristanišče (leži ob morju)
- rečno pristanišče (leži ob reki)
- celinsko pristanišče (leži ob reki oz. jezeru, ki ima dostop do morja)
- ribiško pristanišče (posebno pristanišče, primarno namenjeno za ribolov)
- suho pristanišče (del pristanišča oz. celotno pristanišče, ki sprejema le suhi tovor)
- vojaško pristanišče (vojaški objekt, ki skrbi le za vojaške ladje).

V naslednji tabeli so najbolj obremenjena pristanišča glede na tonažo tovora.

## 2022
| Rank | Pristanišče    | Država                     | Kilotons  |
| ---- | -------------- | -------------------------- | --------- |
| 1    | Ningbo-Džoušan | Ljudska republika Kitajska | 1.261.340 |
| 2    | Tangšan        | Ljudska republika Kitajska | 768.870   |
| 3    | Šanghaj        | Ljudska republika Kitajska | 727.770   |
| 4    | Čingdao        | Ljudska republika Kitajska | 657.540   |
| 5    | Guangdžou      | Ljudska republika Kitajska | 655.920   |
| 6    | Singapur       | Singapur                   | 578.190   |
| 7    | Sudžou         | Ljudska republika Kitajska | 572.760   |
| 8    | Ridžao         | Ljudska republika Kitajska | 570.570   |
| 9    | Hedland        | Avstralija                 | 566.210   |
| 10   | Tiandžin       | Ljudska republika Kitajska | 549.020   |
| 11   | Rotterdam      | Nizozemska                 | 467.390   |
| 12   | Jantai         | Ljudska republika Kitajska | 462.570   |
| 13   | Busan          | Južna Koreja               | 424.920   |
| 14   | Beibu Gulf     | Ljudska republika Kitajska | 371.340   |
| 15   | Taidžou        | Ljudska republika Kitajska | 364.440   |
| 16   | Džiangjin      | Ljudska republika Kitajska | 350.620   |
| 17   | Huanghua       | Ljudska republika Kitajska | 315.100   |
| 18   | Dalian         | Ljudska republika Kitajska | 306.130   |
| 19   | Fudžou         | Ljudska republika Kitajska | 301.640   |
| 20   | Lianjungang    | Ljudska republika Kitajska | 301.110   |

## Najprometnejša pristanišča leta 2012
| Uvrstitev | Pristanišče                | Država                     | Meritev | Tovor (v milijonih ton) |
| --------- | -------------------------- | -------------------------- | ------- | ----------------------- |
| 1         | Pristanišče Ningbo-Džoušan | Ljudska republika Kitajska | MT      | 744                     |
| 2         | pristanišče Šanghaj        | Ljudska republika Kitajska | MT      | 644                     |
| 3         | pristanišče Singapur       | Singapur                   | FT      | 538                     |
| 4         | Tjandžin                   | Ljudska republika Kitajska | MT      | 477                     |
| 5         | Pristanišče Rotterdam      | Nizozemska                 | MT      | 441                     |
| 6         | Pristanišče Guangžou       | Ljudska republika Kitajska | MT      | 438                     |
| 7         | Čingdao                    | Ljudska republika Kitajska | MT      | 407                     |
| 8         | Dalian                     | Ljudska republika Kitajska | MT      | 303                     |
| 9         | Busan                      | Južna Koreja               | RT      | 298                     |
| 10        | Port Hedland               | Avstralija                 | MT      | 288                     |
| 11        | Hong Kong                  | Hongkong, Kitajska         | MT      | 269                     |
| 12        | Činhuangdao                | Ljudska republika Kitajska | MT      | 233                     |
| 13        | South Louisiana            | ZDA                        | MT      | 228                     |
| 14        | Houston                    | ZDA                        | MT      | 216                     |
| 15        | Nagoja                     | Japonska                   | FT      | 202                     |
| 16        | Šendžen                    | Ljudska republika Kitajska | MT      | 196                     |
| 17        | Port Kelang                | Malezija                   | MT      | 195                     |
| 18        | Pristanišče Antwerpen      | Belgija                    | MT      | 184                     |
| 19        | Pristanišče Dampier        | Avstralija                 | MT      | 180                     |
| 20        | Pristanišče Ulsan          | Južna Koreja               | RT      | 174                     |

MT=Metrične tone; FT=Freight Tons; RT = Revenue Tons